# Juda ben David Hayyuj
Juda ben David Ḥayyuj (hébreu : יהודה בן דוד חיוג׳ Yehouda ben David 'Hayyoudj, arabe : أبو زكريا يحيى بن داؤد حيوج Abu Zakariyya Yaḥya ibn Dawūd) est un rabbin, exégète et philologue marocain du Xe siècle (Fès, env. 945 – Cordoue, env. 1000).
Ses travaux, qui ont notamment permis d'établir de manière définitive la nature trilitère des verbes hébraïques, en font l'un des personnages majeurs dans l'histoire de la grammaire hébraïque, et le fondateur de son étude scientifique.

## Éléments biographiques
Juda ben David Hayyuj naît à Fès, au Maroc[Quoi ?], au sein de la communauté juive nord-africaine qui s'est montrée fort active dans le domaine de la philologie hébraïque, produisant entre autres Juda ibn Quraysh, pionnier de la philologie comparée des langues sémites, et Dounash ben Labraṭ. Comme ce dernier, Juda ben David Hayyuj se rend, encore jeune, à Cordoue, où il semble être demeuré jusqu'à sa mort.
Il y devient le disciple de Menahem ben Sarouḳ, dont il défend, en collaboration avec Isaac ben Kaprun et Isaac ibn Gikatilla, l'honneur et la validité des théories face aux attaques de Dounash ben Labraṭ et ses adeptes. Plus tard dans sa vie, Hayyuj développera ses propres théories sur la grammaire hébraïque, et sera obligé de se positionner lui-même contre Menahem.

## La théorie grammaticale de Hayyuj[1]
Les prédécesseurs de Hayyuj avaient éprouvé les plus grandes difficultés à rendre compte, selon les règles de la morphologie de l'hébreu, des divergences entre les verbes « forts » (réguliers) et les verbes « faibles. » Une confusion apparemment irrémédiable régnait en la matière, et de nombreux efforts étaient menés pour découvrir les principes présidant à la conjugaison des verbes faibles. Menahem se basait sur la conception que les racines de ces verbes étaient les lettres qui demeuraient constantes dans toutes les formes verbales ; il considérait donc que les verbes pouvaient être trilitères (par exemple, KTV (כתב) pour katavti, kotev, ekhtov), bilitères (par exemple, LK (לך) pour halakhti, holekh, èlekh ou SHV (שב) pour teshev, yeshev) ou monolitères (par exemple, K (כ) pour makè, hekèti, akè). La faiblesse de ce système avait été dénoncée par Dounash, sans que celui-ci ne puisse pour autant apporter de solution au problème.
C'est là la contribution majeure de Hayyuj.

### Prémices
Le prémisse de Hayyuj, qu'il tient des grammairiens arabes, est basé sur des considérations phonologiques : d'une part, un mot ne pourrait être prononcé s'il ne contenait pas de voyelle (représentée en hébreu par un point ou trait diacritique sous la lettre) et, d'autre part, il doit être constitué d'au moins deux consonnes ; la consonne initiale est toujours accompagnée d'une voyelle, et est dite « mobile, » tandis que la consonne finale ne l'est généralement pas, et est dite « quiescente. » Entre la consonne initiale, mobile, et la consonne finale, sourde, la lettre peut être mobile ou quiescente, mais deux consonnes quiescentes doivent obligatoirement être précédées d'une lettre mobile.
Hayyuj fait remarquer par ailleurs que si toutes les lettres de l'alphabet hébraïque peuvent être mobiles ou quiescentes, certaines (l'aleph (א), le he (ה), le waw (ו) et le yod (י)) diffèrent des autres en ce qu'à l'état quiescent, elles sont muettes (parce que trop difficiles à prononcer). Hayyuj établit alors la différence entre lettres « visibles » (écrites et, le plus souvent, prononcées) et « cachées » (non prononcées et, quelquefois, non écrites, le mot étant alors dans sa forme « défective »). Par exemple, le vav du pronom oto (« à lui »), écrit אוֹתוֹ (’WoTWo), est quiescent, caché dans sa prononciation mais visible dans son écriture, mais, écrit אֹתוֹ (’oTWo), il est caché tant dans sa prononciation que dans son écriture.

### Postulats
Hayyuj postule ainsi que ces quatre lettres, considérées par ses prédécesseurs comme « faibles » (fonctionnelles) et ne pouvant pas faire partie des racines, en sont au contraire constituantes : dans les verbes dont la racine contient l'une de ces lettres, elles peuvent apparaître dans certaines formes verbales mais être cachées dans d'autres, quelquefois dans la prononciation seulement, d'autres fois dans la prononciation et l'écriture. Ces formes défectives peuvent aussi se rencontrer lorsque la seconde et la troisième lettre de la racine verbale sont identiques.
Hayyuj propose plusieurs mécanismes pour expliquer la disparition d'une lettre-racine. Il existerait en réalité plusieurs méthodes de compensation : 
- un allongement du son de la consonne qui précède la lettre cachée (c'est-à-dire sa vocalisation par un tzere, un kamatz ou un hiriq malè)
- la substitution d'une autre lettre (Hayyuj n'y a recours, à l'instar de Menahem, que pour les quatre lettres faibles, le sin et le samekh)
  - Hayyuj répugne, comme son maître, à envisager des permutations de lettres, expliquant par exemple que, dans le verset Ps. 55:1, רִיבָה et יְרִיבַי possèdent des racines différentes. Il craint en effet que cela ne mène à la conclusion, erronée selon son système, que les racines dont les lettres peuvent être permutées seraient bilitères. Yona ibn Jannah démontrera que ces permutations existent bien, sans porter atteinte à la théorie de Hayyuj.
- l'assimilation de la lettre, qui entraîne une gémination de la consonne suivante (marquée par un daguesh dur).

## Œuvre

### Livres sur le caractère trilitère des racines hébraïques[1]
La théorie de Hayyuj est exposée dans deux monographies sur la conjugaison hébraïque :
- le Kitab al-Af'al Dhawat Ḥuruf al-Lin (Le Livre des Verbes Contenant des Lettres Faibles)
- le Kitab al-Af'al Dhawat al-Mathalain (Le Livre des Verbes Contenant des Lettres Doubles), qu'il considère complémentaire au premier.

Les méthodes et conventions de description des verbes sont également empruntées par Hayyuj aux grammairiens arabes : prenant comme paradigme le verbe פעל (Pa'AL), il parle de la première lettre (dite lettre pè), de la seconde (lettre ’ayin) et de la troisième lettre (lettre lamed) de la racine. Recensant la Bible, il estime qu'il n'existe que quatre classes de verbes dont la racine comprend une lettre faible :
- les verbes dont la lettre pè est un aleph
- ceux dont la lettre pè est un yod
- ceux dont la lettre ’ayin est faible
- ceux dont la lettre lamed est faible

Il divise ainsi son Kitab al-Af'al Dhawat Ḥuruf al-Lin en quatre parties. Chacune de ces parties traite d'une classe de verbes, présente une liste (que Hayyuj considère complète) des verbes appartenant à la classe abordée, énumère diverses formes verbales et rajoute, lorsque c'est nécessaire, de brèves notes et explications.
Les principes gouvernant la formation des racines appartenant à chaque classe sont également présentés de façon systématique dans une série de chapitres introductifs précédant chaque partie. L'auteur explique aussi pourquoi certaines formes prédites par son système ne se retrouvent pas dans le texte biblique ou en des occasions si rares qu'il n'est pas possible d'en déduire des règles, du fait de la difficulté à prononcer en hébreu les quatre lettres faibles lorsqu'elles sont quiescentes.

### Autres
- Le Kitab al-Tanḳiṭ (Le Livre de la Ponctuation) a probablement été écrit avant ses deux traités principaux. Ce travail est une tentative pour identifier ce qui sous-tend l'utilisation des voyelles dans la Massora et l'accent tonique. Il y étudie principalement les noms, et semble poursuivre un but pratique plutôt que théorique.
- Le Kitab al-Natf ou Kitab al-Nutaf (Livre des Extraits) est un supplément à ses deux œuvres sur les verbes. Hayyuj y consigne les verbes qu'il a omis dans ses précédents traités, anticipant en quelque sorte le Kitab al-Mustalḥaḳ de Yona ibn Jannah, qui est précisément consacré à ce but. Il arrange et discute des racines verbales selon leur ordre d'apparition dans la Bible, et non selon l'ordre alphabétique, avec pour but de résoudre des difficultés scripturaires sans produire un commentaire complet, d'où le titre de l'ouvrage. Le livre était constitué de huit parties, chacune étant consacrée à l'un des Livres prophétiques (Josué, Juges, Samuel, Rois, Isaïe, Jérémie, Ezéchiel et les Petits Prophètes), mais la majeure partie en a été perdue.

## Influence
Hayyuj a exercé une influence immense sur les générations suivantes. À l'exception de certains, dont Aaron de Jérusalem, tous les grammairiens ultérieurs se fondent, jusqu'à ce jour, sur ses travaux, et les termes techniques des manuels de grammaire hébraïque sont pour la plupart les traductions des termes arabes qu'il utilise.
Ses deux grands-œuvres, ainsi que le Kitab al-Tanḳiṭ ont été traduits en hébreu à deux reprises, d'abord par Moïse ibn Gikatilla, puis par Abraham ibn Ezra. Ils ont été abondamment édités par des orientalistes du XIXe siècle, parmi lesquels 
Ewald & Dukes, John W. Nutt et Morris Jastrow, Jr..
Une édition critique du Kitab al-Natf avec traduction en hébreu a été réalisée plus récemment par Nasir Bassel. Elle est basée sur l'édition réalisée par Pavel Kokovtzov à partir d'un manuscrit conservé dans la Bibliothèque de Saint-Pétersbourg (1916), enrichie d'un nouveau fragment sur Josué par Nehemia Allony en 1970, des citations extraites en 1979 par Shraga Abramson des commentaires sur les Livres de Samuel d'Isaac ben Shmouel al-Khandi, un exégète peu connu sinon, et d'un fragment sur les Petits Prophètes découvert par Ilan Eldar. Cette édition n'est cependant pas exempte d'erreurs.